# John Ritter
John Ritter (n. 17 septembrie 1948, Burbank, California, SUA – d. 11 septembrie 2003, Burbank, California, SUA) a fost un actor american devenit faimos de show-ul numit "Three's Company" în care a jucat rolul lui Jack Tripper, un student în arte culinare cu visuri de ajunge bucătar-șef la un mare restaurant. În această comedie de televiziune, John locuiește într-un apartament în Santa Monica, California, împreună cu două tinere domnișoare jucate de Suzanne Sommers și Joyce DeWitt.

## Filmografie

### Film
| An   | Titlu                              | Rol                               | Note                                               |
| ---- | ---------------------------------- | --------------------------------- | -------------------------------------------------- |
| 1971 | The Barefoot Executive             | Roger                             | debut în film                                      |
| 1971 | Scandalous John                    | Wendell                           |                                                    |
| 1972 | The Other                          | Rider                             |                                                    |
| 1973 | The Stone Killer                   | Hart                              |                                                    |
| 1975 | The Prisoner of Second Avenue      | Elevator Passenger                | nemenționat                                        |
| 1976 | Nickelodeon                        | Franklin Frank                    |                                                    |
| 1977 | Breakfast in Bed                   | Paul                              | Scurtmetraj                                        |
| 1979 | Americathon                        | Președintele Chet Roosevelt       |                                                    |
| 1980 | Hero at Large                      | Steve Nichols                     |                                                    |
| 1980 | Wholly Moses!                      | Satana (Diavolul)                 |                                                    |
| 1981 | They All Laughed                   | Charles Rutledge                  |                                                    |
| 1982 | The Flight of Dragons              | Peter Dickinson (voce)            | Direct-pe-video                                    |
| 1987 | Real Men                           | Bob Wilson / Agent Pillbox, CIA   |                                                    |
| 1989 | Skin Deep                          | Zachary "Zach" Hutton             |                                                    |
| 1990 | Problem Child                      | Benjamin "Ben" Healy Jr.          |                                                    |
| 1991 | Problem Child 2                    | Benjamin "Ben" Healy Jr.          |                                                    |
| 1991 | The Real Story of O Christmas Tree | Piney (voce)                      | Direct-pe-video                                    |
| 1992 | Noises Off                         | Garry Lejeune / Roger Tramplemain |                                                    |
| 1992 | Stay Tuned                         | Roy Knable                        |                                                    |
| 1994 | North                              | Ward Nelson                       |                                                    |
| 1996 | Sling Blade                        | Vaughan Cunningham                |                                                    |
| 1996 | Mercenary                          | Jonas Ambler                      | Direct-pe-video                                    |
| 1997 | Nowhere                            | Moses Helper                      |                                                    |
| 1997 | A Gun, a Car, a Blonde             | Duncan / The Bartender            |                                                    |
| 1997 | Hacks                              | Hank                              |                                                    |
| 1998 | Montana                            | Dr. Wexler                        |                                                    |
| 1998 | The Truth About Lying              | Simon Barker                      |                                                    |
| 1998 | Shadow of Doubt                    | Steven Mayer                      |                                                    |
| 1998 | I Woke Up Early the Day I Died     | Robert Forrest                    |                                                    |
| 1998 | Bride of Chucky                    | Police Chief Warren Kincaid       |                                                    |
| 2000 | Panic                              | Dr. Josh Parks                    |                                                    |
| 2000 | Tripfall                           | Tom Williams                      |                                                    |
| 2000 | Lost in the Perishing Point Hotel  | Christian Therapist               |                                                    |
| 2000 | Terror Tract                       | Bob Carter                        |                                                    |
| 2000 | Tadpole                            | Stanley Grubman                   |                                                    |
| 2001 | Nuncrackers                        | Narator (voce)                    | Direct-pe-video                                    |
| 2002 | Man of the Year                    | Bill                              |                                                    |
| 2003 | Manhood                            | Eli                               |                                                    |
| 2003 | Bad Santa                          | Bob Chipeska                      | lansat postum; ultimul său rol de film live-action |
| 2004 | Clifford's Really Big Movie        | Clifford the Big Red Dog (voce)   | lansat postum                                      |
| 2006 | Stanley's Dinosaur Round-Up        | Great Uncle Stew (voce)           | lansat postum, (ultimul rol de film ca voce)       |

### Televiziune
| An        | Titlu                                         | Rol                                     | Note                                             |
| --------- | --------------------------------------------- | --------------------------------------- | ------------------------------------------------ |
| 1968      | Crazy World, Crazy People                     | diverse personaje                       | special TV                                       |
| 1970      | Dan August                                    | Coley Smith                             | Episodul: "Quadrangle for Death"                 |
| 1971      | Hawaii Five-O                                 | Ryan Moore / Mike Welles                | 2 episoade                                       |
| 1972–1976 | The Waltons                                   | Rev. Matthew Fordwick                   | rol secundar (18 episoade)                       |
| 1973      | Medical Center                                | Ronnie                                  | Episodul: "End of the Line"                      |
| 1973      | Bachelor-at-Law                               | Ben Sykes                               | episod pilot nevândut                            |
| 1973      | M*A*S*H                                       | Pvt. Carter                             | Episodul: "Deal Me Out"                          |
| 1974      | Kojak                                         | Kenny Soames                            | Episodul: "Deliver Us Some Evil"                 |
| 1974      | Owen Marshall, Counselor at Law               | Greg                                    | Episodul: "To Keep and Bear Arms"                |
| 1974      | The Bob Newhart Show                          | Dave                                    | Episodul: "Sorry, Wrong Mother"                  |
| 1975      | Movin' On                                     | Casey                                   | Episodul: "Landslide"                            |
| 1975      | Rhoda                                         | Vince Mazuma                            | Episodul: "Chest Pains"                          |
| 1975      | Mannix                                        | Cliff Elgin                             | Episodul: "Hardball"                             |
| 1975      | Great Performances                            | Richard                                 | Episodul: "Who's Happy Now?"                     |
| 1975      | The Bob Crane Show                            | Hornbeck                                | Episodul: "Son of the Campus Capers"             |
| 1975      | Petrocelli                                    | John Oleson                             | Episodul: "Chain of Command"                     |
| 1975      | Barnaby Jones                                 | Joe Rockwell                            | Episodul: "The Price of Terror"                  |
| 1975      | The Streets of San Francisco                  | John 'Johnny' Steiner                   | Episodul: "Murder by Proxy"                      |
| 1975      | The Night That Panicked America               | Walter Wingate                          | film de televiziune                              |
| 1975      | The Mary Tyler Moore Show                     | Reverend Chatfield                      | Episodul: "Ted's Wedding"                        |
| 1975      | The Rookies                                   | Hap Dawson                              | Episodul: "Reluctant Hero"                       |
| 1976      | Starsky & Hutch                               | Tom Cole                                | Episodul: "The Hostages"                         |
| 1976      | Doc                                           | Jeff / George                           | Episodul: "A Little Bit of Soap"                 |
| 1976      | Rhoda                                         | Jerry Blocker                           | Episodul: "Attack on Mr. Right"                  |
| 1976      | Phyllis                                       | Paul Jameson                            | Episodul: "The New Job"                          |
| 1977–1984 | Three's Company                               | Jack Tripper                            | rol principal (174 episoade)                     |
| 1977      | The Love Boat                                 | Dale Riley / Dale Reinhardt             | Episodul: "Oh, Dale"                             |
| 1978      | Ringo                                         | Marty Flesh                             | film de televiziune                              |
| 1978      | Leave Yesterday Behind                        | Paul Stallings                          | film de televiziune                              |
| 1979      | The Ropers                                    | Jack Tripper                            | Episodul: "The Party"                            |
| 1980      | The Associates                                | Chick                                   | Episodul: "The Censors"                          |
| 1980      | The Comeback Kid                              | Bubba Newman                            | film de televiziune                              |
| 1980      | John Ritter: Being of Sound Mind and Body     | El însuși/ Personaje diverse            | special TV                                       |
| 1981      | Insight                                       | Frankie                                 | Episodul: "Little Miseries"                      |
| 1982      | Pray TV                                       | Tom McPherson                           | film de televiziune                              |
| 1982      | In Love with an Older Woman                   | Robert Christenberry                    | film de televiziune                              |
| 1982      | The Fantastic Miss Piggy Show                 | El însuși (invitat - apariție specială) | special TV                                       |
| 1983      | Sunset Limousine                              | Alan O'Black                            | film de televiziune                              |
| 1983      | The Love Boat                                 | Ben Cummins                             | Episodul: "The Emperor's Fortune"                |
| 1984      | Love Thy Neighbor                             | Danny Loeb                              | film de televiziune                              |
| 1984      | Pryor's Place                                 | El însuși (invitat - apariție specială) | Episodul: "The Showoff"                          |
| 1984–1985 | Three's a Crowd                               | Jack Tripper                            | rol principal (22 episoade)                      |
| 1985      | Letting Go                                    | Alex Schuster                           | film de televiziune                              |
| 1986      | Unnatural Causes                              | Frank Coleman                           | film de televiziune                              |
| 1986      | A Smoky Mountain Christmas                    | Judge Harold Benton                     | film de televiziune                              |
| 1986      | Life with Lucy                                | El însuși (invitat - apariție specială) | Episodul: "Lucy Makes a Hit with John Ritter"    |
| 1987      | The Last Fling                                | Phillip Reed                            | film de televiziune                              |
| 1987      | Prison for Children                           | David Royce                             | film de televiziune                              |
| 1987–1989 | Hooperman                                     | Det. Harry Hooperman                    | rol principal (42 episoade)                      |
| 1988      | Mickey's 60th Birthday                        | Dudley Goode                            | special TV                                       |
| 1988      | Tricks of the Trade                           | Donald Todsen                           | film de televiziune                              |
| 1989      | Have Faith                                    | Rick Shepherd                           | Episodul: "The Window"                           |
| 1989      | My Brother's Wife                             | Barney Rusher                           | film de televiziune                              |
| 1990      | Stephen King's It                             | Ben Hanscom                             | miniserial TV                                    |
| 1990      | The Dreamer of Oz: The L. Frank Baum Story    | L. Frank Baum                           | film de televiziune                              |
| 1991      | The Cosby Show                                | Ray Evans                               | Episodul: "Total Control"                        |
| 1991      | The Summer My Father Grew Up                  | Dr. Paul Saunders                       | film de televiziune                              |
| 1991      | Anything but Love                             | Patrick Serreau                         | rol secundar(5 episoade)                         |
| 1992      | Fish Police                                   | Inspector Gill (voce)                   | rol principal (6 episoade)                       |
| 1992–1995 | Hearts Afire                                  | John Hartman                            | rol principal (54 episoade)                      |
| 1993      | Heartbeat                                     | Bill Grant                              | film de televiziune                              |
| 1993      | The Only Way Out                              | Jeremy Carlisle                         | film de televiziune                              |
| 1993      | The Larry Sanders Show                        | El însuși (invitat - apariție specială) | Episodul: "Off Camera"                           |
| 1994      | Dave's World                                  | John Hartman                            | Episodul: "Please Won't You Be My Neighbor"      |
| 1995      | Gramps                                        | Clarke MacGruder                        | film de televiziune                              |
| 1995      | The Colony                                    | Rick Knowlton                           | film de televiziune                              |
| 1995      | NewsRadio                                     | Dr. Frank Westford                      | Episodul: "The Shrink"                           |
| 1995      | The Larry Sanders Show                        | El însuși (invitat - apariție specială) | Episodul: "The Fourteenth Floor"                 |
| 1996      | Unforgivable                                  | Paul Hegstrom                           | film de televiziune                              |
| 1996      | Wings                                         | Stuart Davenport                        | Episodul: "Love Overboard"                       |
| 1996      | For Hope                                      | Date #5                                 | film de televiziune (nemenționat)                |
| 1996      | Touched by an Angel                           | Mike O'Connor / Tom McKinsley           | 2 episoade                                       |
| 1997      | Loss of Faith                                 | Bruce Simon Barker                      | film de televiziune                              |
| 1997      | A Child's Wish                                | Ed Chandler                             | film de televiziune                              |
| 1997      | Dead Man's Gun                                | Harry McDonacle                         | Segment: "The Great McDonacle"                   |
| 1997      | Over the Top                                  | Justin Talbot                           | Episodul: "The Nemesis"                          |
| 1997      | Buffy the Vampire Slayer                      | Ted Buchanan                            | Episodul: "Ted"                                  |
| 1997–2004 | King of the Hill                              | Eugene Grandy (voce)                    | 4 episoade                                       |
| 1998      | Chance of a Lifetime                          | Tom Maguire                             | film de televiziune                              |
| 1998      | Ally McBeal                                   | George Madison                          | 2 episoade                                       |
| 1998      | Dead Husbands                                 | Dr. Carter Elston                       | film de televiziune                              |
| 1999      | Veronica's Closet                             | Tim                                     | Episodul: "Veronica's Favorite Year"             |
| 1999      | Holy Joe                                      | Rev. Joe Cass                           | film de televiziune                              |
| 1999      | It Came from the Sky                          | Donald Bridges                          | film de televiziune                              |
| 1999      | Lethal Vows                                   | Dr. David Farris                        | film de televiziune                              |
| 2000–2003 | Clifford the Big Red Dog                      | Clifford (voce)                         | rol principal (64 episoade)                      |
| 2000-2003 | Seven Little Monsters                         | Three (voce normală)                    | în câteva epsioade (nemenționat)                 |
| 2000      | Chicago Hope                                  | Joe Dysmerski                           | Episodul: "Simon Sez"                            |
| 2000      | Batman Beyond                                 | Dr. David Wheeler (voce)                | Episodul: "The Last Resort"                      |
| 2000      | Family Law                                    | Father Andrews                          | Episodul: "Possession is Nine Tenths of the Law" |
| 2000–2002 | Felicity                                      | Mr. Andrew Covington                    | rol secundar (7 episoade)                        |
| 2001      | Tucker                                        | Marty                                   | Episodul: "Homewrecker for the Holidays"         |
| 2002      | The Ellen Show                                | Percy Moss                              | Episodul: "Gathering Moss"                       |
| 2002      | Law & Order: Special Victims Unit             | Dr. Richard Manning                     | Episodul: "Monogamy"                             |
| 2002      | Breaking News                                 | Lloyd Fuchs                             | Episodul: "Pilot"                                |
| 2002      | Scrubs                                        | Sam Dorian                              | 2 episoade                                       |
| 2002–2003 | 8 Simple Rules for Dating My Teenage Daughter | Paul Hennessy                           | rol principal (31 episoade)                      |

### Jocuri video
| An   | Titlu                                          | Rol      |
| ---- | ---------------------------------------------- | -------- |
| 2001 | Clifford the Big Red Dog: Learning Activities  | Clifford |
| 2002 | Clifford the Big Red Dog: Musical Memory Games | Clifford |
| 2003 | Clifford the Big Red Dog: Phonics              | Clifford |